# XXV. Reserve-Korps (Deutsches Kaiserreich)
Das XXV. Reserve-Korps des Deutschen Heeres wurde zu Beginn des Ersten Weltkriegs im Rahmen der ersten Mobilisierungswelle überwiegend aus Kriegsfreiwilligen gebildet.

## Geschichte

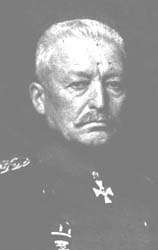
Reinhard von Scheffer-Boyadel

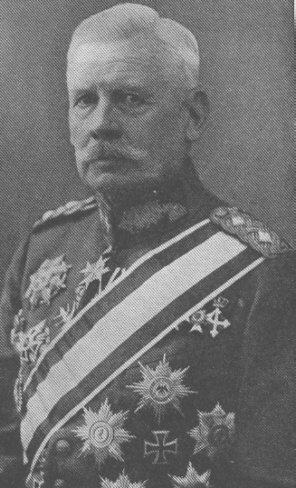
Arnold von Winckler

General der Infanterie Reinhard von Scheffer-Boyadel wurde am 25. August 1914 zum Kommandierenden General des an der Westfront neu aufgestellten XXV. Reserve-Korps ernannt. Während der Ersten Flandernschlacht wechselte das Korps an die Ostfront und wurde Anfang November der im Raum Thorn aufmarschierenden 9. Armee unterstellt. Zusammen mit dem I. Reserve-Korps den linken Flügel Mackensens bildend, gingen beide von der Weichsel nach Süden auf Kutno vor. Bei den Kämpfen der 49. Reserve-Division im Raum Włocławek fiel am 12. November der Divisionskommandeur von Briesen. Ab 21. November 1914 geriet das Korps während der Schlacht um Łódź in den Kessel von Lowitsch. Es gelang den eingeschlossenen Truppenverbänden, mit der 3. Garde-Division unter General Litzmann an der Spitze, bis zum 24. November 1914 über Brzeziny nach Osten auszubrechen.
Nach dem Grossen Rückzug der Truppen der russischen Westfront etablierte sich das „Korps Scheffer“ im Herbst 1915 im Raum Nowogrodek. Im März 1916 waren dem Korps südlich des Njemen die 84. Infanterie-Division, die 49. und 5. Reserve-Division unterstellt. Das Korps hatte ab Mitte 1916 wechselnde Kommandeure und wurde überwiegend am Mittelabschnitt der Ostfront eingesetzt. Während des Angriffes der russischen 4. Armee (General Ragosa) im Raum Baranowitschi (Juli 1916) schickte das Korps den Stab der 49. Reserve-Division unter Generalmajor von Zoellner dem schwer bedrängten k.u.k. XII. Korps (von Henriquez) nördlich des Serwetsch-Knies zur Hilfe.
Während der Kerenski-Offensive im Juli 1917 war das Korps Teil der deutschen Südarmee und mit der 15. und 24. Reserve-Division im Raum Brzezany etabliert. Das Korps wurde zwischen 13. August und 22. Oktober 1917 auch als „Czortkow-Gruppe“ bezeichnet.
Während der deutschen Frühjahrsoffensive 1918 wurde das Korps unter General der Infanterie Arnold von Winckler bei der Heeresgruppe Deutscher Kronprinz an der Westfront eingesetzt. Nach dem deutschen Durchbruch vom 21. März, der 18. Armee zugeführt, wurde das Korps Winckler zwischen dem III. und IX. Armee-Korps an vorderster Front eingeschoben und führte mit der 52. Reserve-Division und der 206. Infanterie-Division den Vorstoß im Raum nördlich von Montdidier. Durch Gegenstöße der französischen Armee Debeney erlahmte der Vorstoß Wincklers Ende März bei Cantigny. Ende April durch das XXVI. Reserve-Korps in diesem Abschnitt freigemacht verlegte das Generalkommando für den an der Aisne angesetzten „Blücher-Angriff“ zur 7. Armee. Zu Beginn der Dritten Aisneschlacht war der Gruppe Winckler die 1. Garde-Division, die 33. und 10. Reserve-Division im ersten Treffen – sowie die 197. Infanterie-Division dahinter folgend, unterstellt. Am 27. Mai gelang die Erstürmung des Chemin des Dames. Innerhalb weniger Tage gelang der Durchbruch in Richtung auf Fère-en-Tardenois, wo der Vorstoß wieder festlief. Bei der französisch-amerikanischen Gegenoffensive ab 18. Juli in der zweiten Schlacht an der Marne, war dem Korps zur Abwehr die 40. Division, die 78. Reserve-Division und die 10. Bayerische Division unterstellt. Die aus dem Raum Villers-Cotterêts geführten Angriffe der französischen 6. Armee machten bis Anfang August den deutschen Rückzug aus dem Marne-Bogen an die Vesle und Aisne notwendig.
Nach weiteren Rückzugskämpfen wurde das Korps der 3. Armee überstellt. Ende Oktober 1918 unterstanden dem Kommando die 9. Landwehr-Division, die 199. Infanterie-Division und die 3. Garde-Division.

## Gliederung
Dem Korps waren bei der Aufstellung im August 1914 unterstellt:
49. Reserve-Division:
- 97. Reserve-Infanterie-Brigade
  - Reserve-Infanterie-Regiment Nr. 225
  - Reserve-Infanterie-Regiment Nr. 226
- 98. Reserve-Infanterie-Brigade
  - Reserve-Infanterie-Regiment Nr. 227
  - Reserve-Infanterie-Regiment Nr. 228
  - Reserve-Kavallerie-Abteilung Nr. 49
  - Reserve-Feldartillerie-Regiment Nr. 49
  - Reserve-Pionier-Kompanie Nr. 49

50. Reserve-Division:
- 99. Reserve-Infanterie-Brigade
  - Reserve Infanterie-Regiment Nr. 229
  - Reserve-Infanterie-Regiment Nr. 230
- 100. Reserve-Infanterie-Brigade
  - Reserve-Infanterie-Regiment Nr. 231
  - Reserve-Infanterie-Regiment Nr. 232
  - Reserve-Kavallerie-Abteilung Nr. 50
  - Reserve-Feld-Artillerie-Regiment Nr. 50
  - Reserve-Pionier-Kompanie Nr. 50

## Kommandierender General
| Dienstgrad             | Name                          | Datum                                    |
| ---------------------- | ----------------------------- | ---------------------------------------- |
| General der Infanterie | Reinhard von Scheffer-Boyadel | 25. August 1914 bis 3. September 1916    |
| Generalleutnant        | Karl Surén                    | 03. September 1916 bis 18. November 1916 |
| Generalleutnant        | Manfred von Richthofen        | 18. November 1916 bis 8. März 1917       |
| Generalleutnant        | Konstanz von Heineccius       | 08. März 1917 bis 23. November 1917      |
| General der Infanterie | Horst Edler von der Planitz   | 23. November 1917 bis 20. Dezember 1917  |
| Generalleutnant        | Wilhelm Groener               | 20. Dezember 1917 bis 25. Februar 1918   |
| General der Infanterie | Arnold von Winckler           | 25. Februar 1918 bis Kriegsende          |